# Roční období

Sezónní změny ročních období

Roční období je jedna z hlavních částí roku. Obvykle se roční období vyznačuje opakovanou pravidelnou změnou počasí.
V tropickém a subtropickém pásu se obvykle mluví o období dešťů (monzunovém období) a období sucha, neboť změny v množství srážek jsou mnohem výraznější než změna průměrné teploty. V některých tropických oblastech jsou roční období tři: chladné období, horké období a období dešťů.
V mírném a polárním pásu se obvykle rozlišují čtyři roční období: jaro, léto, podzim a zima. Roční období se tam mění podle toho, jak je sklon rotační osy Země nakloněn ke Slunci. Na jižní polokouli jsou menší rozdíly průměrných teplot v létě vůči těm v zimě než na severní polokouli.

## Jaro

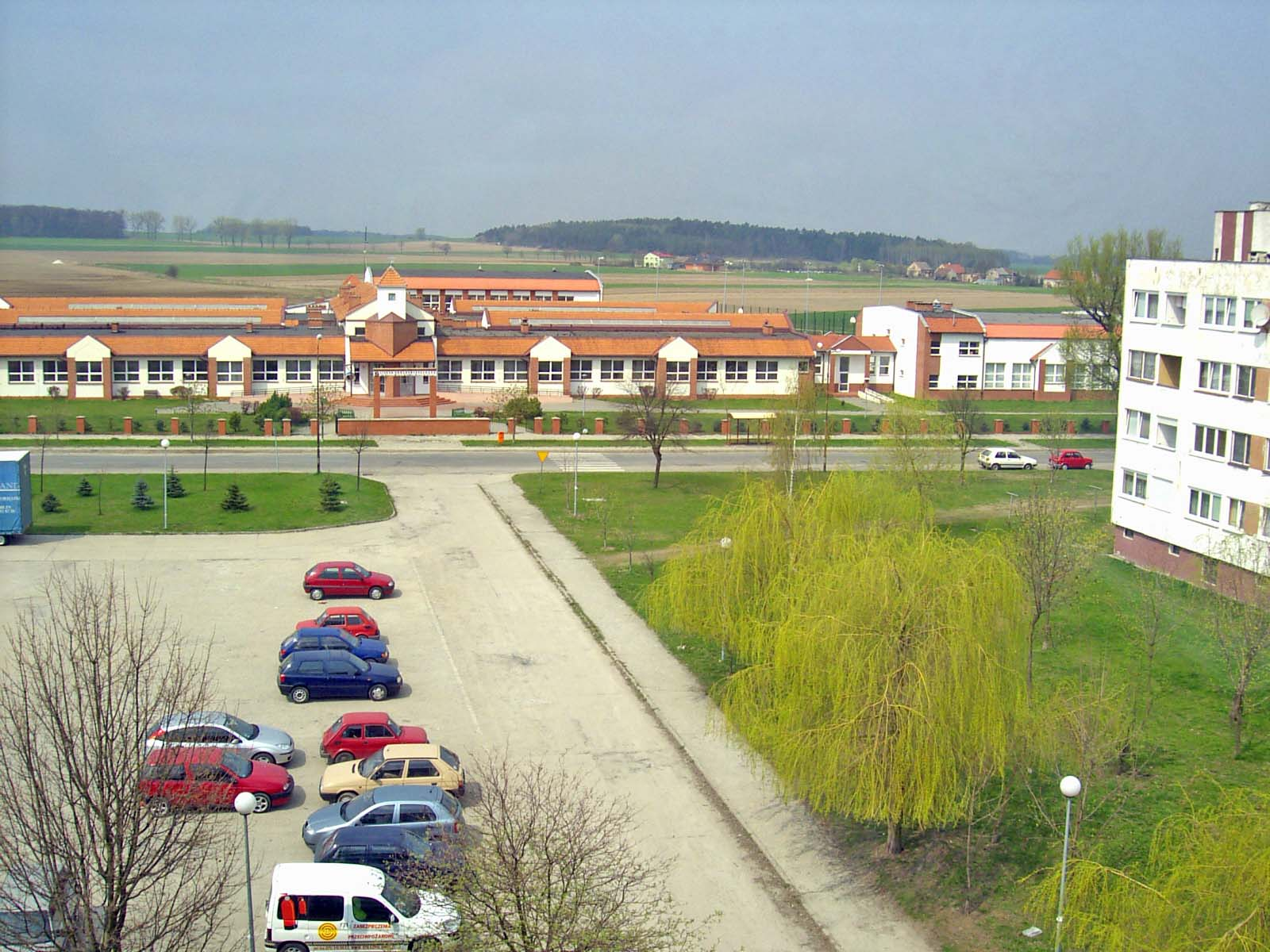
Jaro

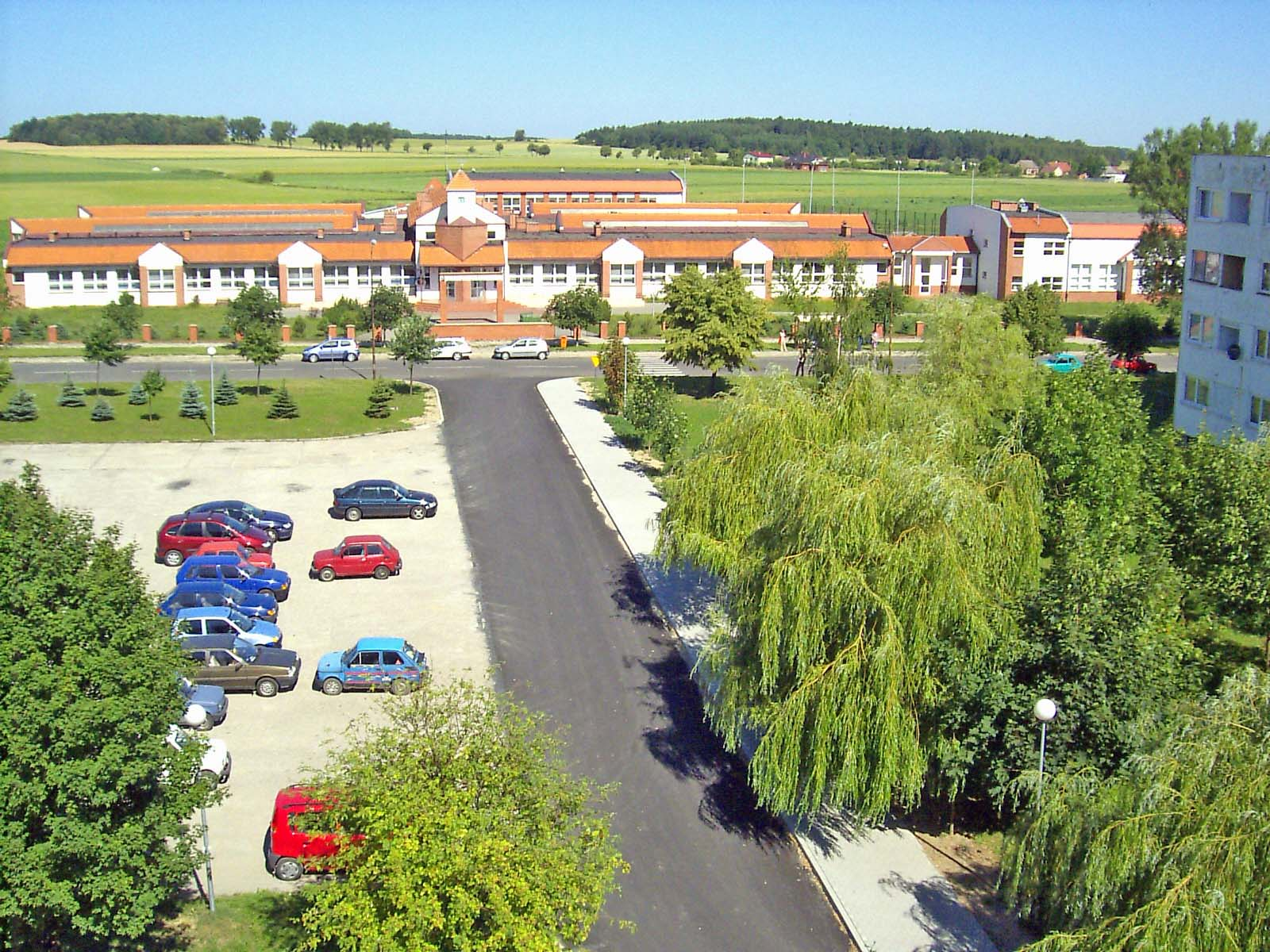
Léto

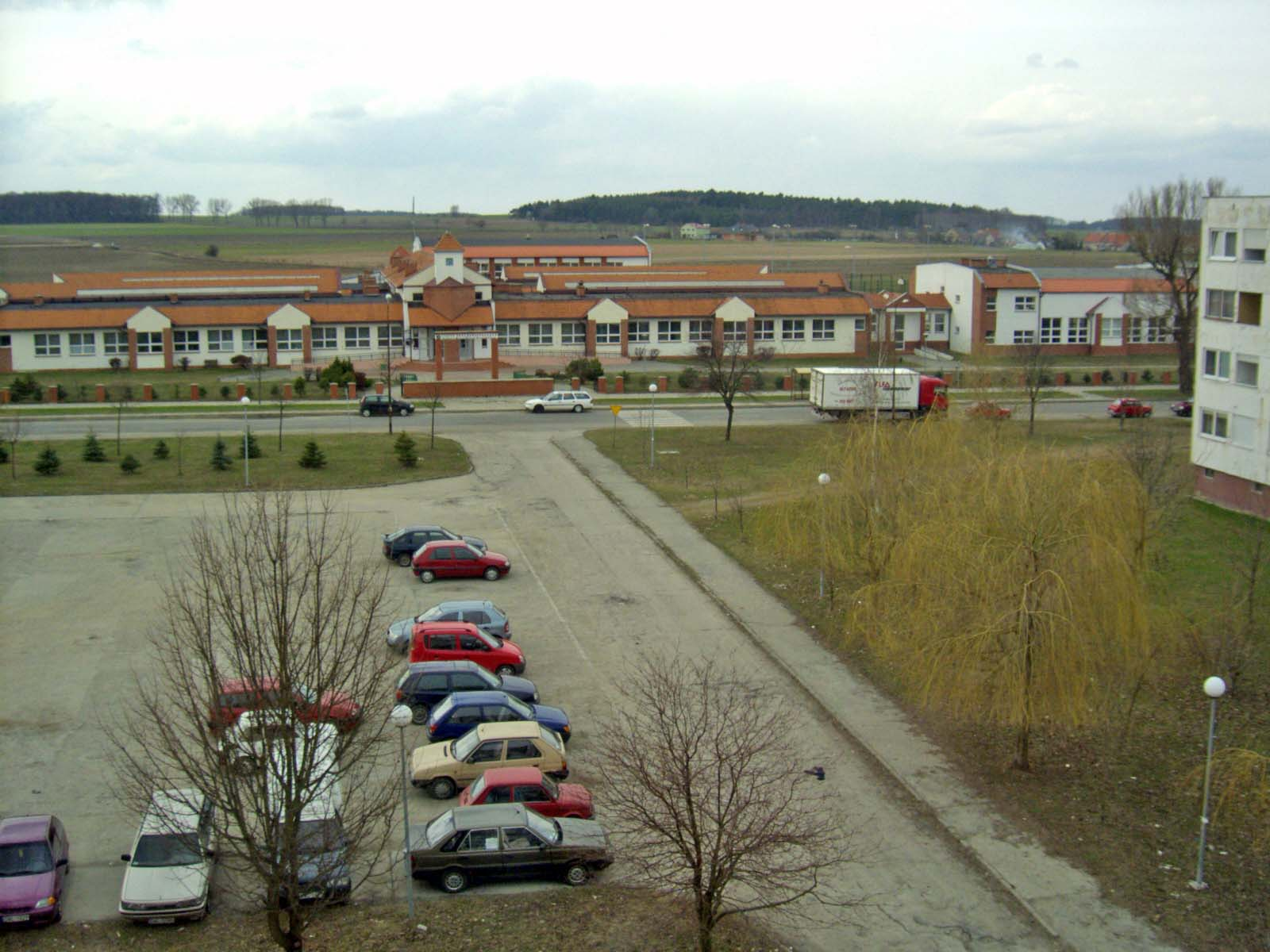
Podzim

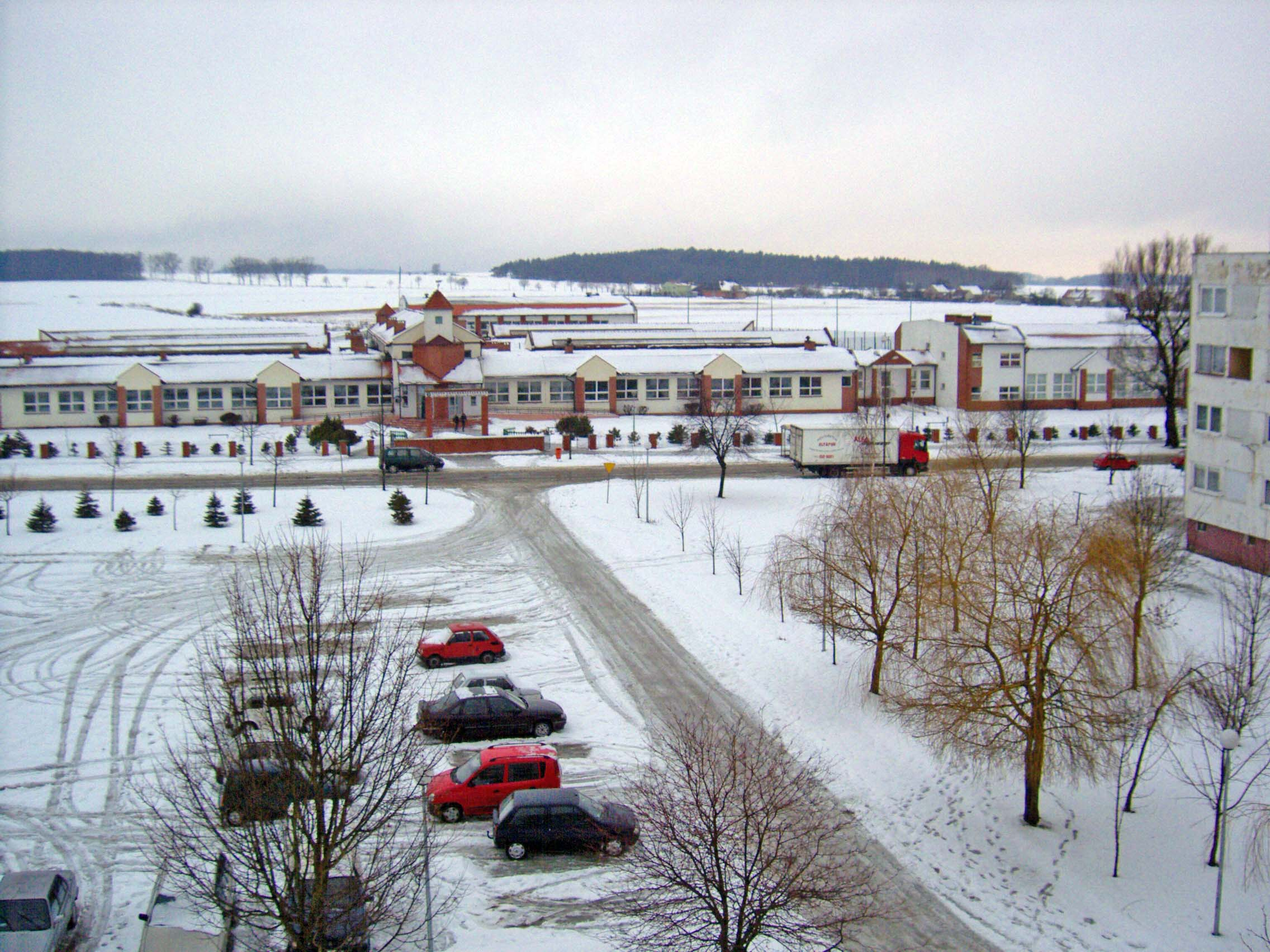
Zima

Dny jsou delší a teplejší. Na stromech se objevují pupeny, rostliny začínají klíčit a růst. Ptáci přilétají z teplých krajin, stavějí si hnízda a snášejí vejce. Zvířata si hledají partnery a přivádějí na svět mláďata.
Astronomické jaro začíná na severní zemské polokouli okamžikem jarní rovnodennosti (kolísá mezi 19. - 21. březnem, v 21. století zpravidla 20. 3.). V tuto dobu začíná na jižní zemské polokouli astronomický podzim. Slunce vychází na východě a zapadá na západě. Na celé zeměkouli den i noc trvá 12 hodin. Na severním pólu nastává polární den, který trvá až do podzimní rovnodennosti (22. nebo 23. září).
Meteorologické jaro začíná 1. března a končí 31. května. Jarními měsíci jsou březen, duben a květen.

## Léto
Je nejteplejším obdobím roku. Dny jsou dlouhé a pozdě se stmívá. Rostliny kvetou, dozrává ovoce a obilí.
Astronomické léto začíná na severní zemské polokouli okamžikem letního slunovratu (20., 21. nebo 22. června). V tento den je nejdelší den a nejkratší noc. V tuto dobu začíná na jižní zemské polokouli astronomická zima.
Meteorologické léto začíná 1. června a končí 31. srpna. Letními měsíci jsou červen, červenec a srpen.

## Podzim
Dny jsou kratší a chladnější. Rostliny odkvétají a ze stromů opadává listí. Na stromech je hodně ovoce. Obilí je sklizeno a pole jsou zoraná. Některá zvířata si připravují zásoby potravin na zimu. Stěhovavá zvířata odlétají do teplých krajin.
Astronomický podzim začíná na severní zemské polokouli okamžikem podzimní rovnodennosti (22. nebo 23. září). V tuto dobu začíná na jižní zemské polokouli astronomické jaro.
Meteorologický podzim začíná 1. září a končí 30. listopadu. Podzimními měsíci jsou září, říjen a listopad.

## Zima
Je nejchladnější období roku. Dny jsou krátké a brzy se stmívá. V mnoha zemích je sníh a led. Rostliny přestávají růst a stromy jsou bez listů. Některým zvířatům naroste huňatější srst, která je chrání před chladem. Jiná zvířata celou zimu prospí.
Astronomická zima začíná na severní zemské polokouli okamžikem zimního slunovratu (21. nebo 22. prosince). V tento den je nejdelší noc a nejkratší den. V tuto dobu začíná na jižní zemské polokouli astronomické léto.
Meteorologická zima začíná 1. prosince a končí 28. února (v přestupném roce 29. února). Zimními měsíci jsou prosinec, leden a únor.

## Kolísání začátků a konců astronomických ročních období

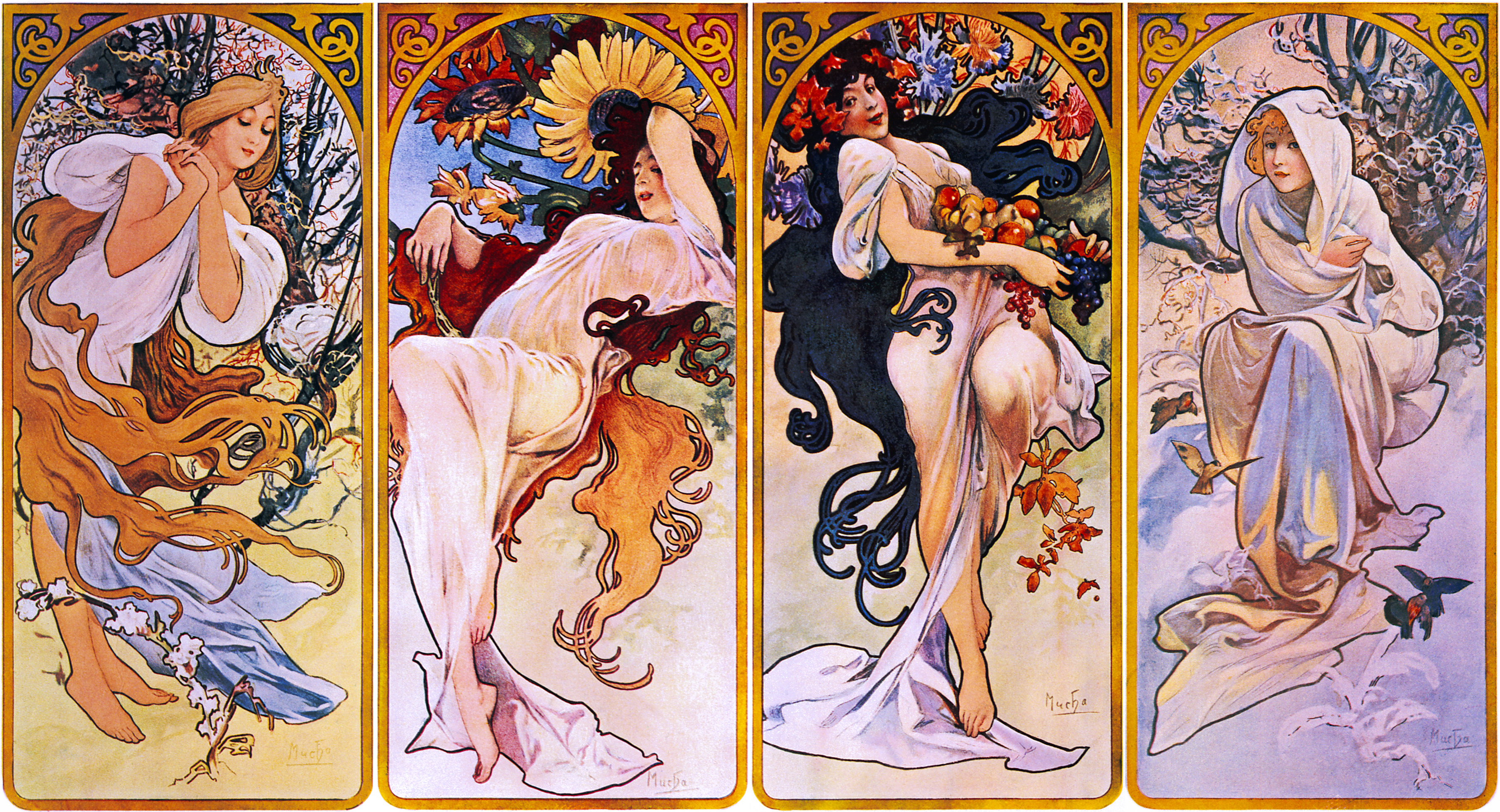
Čtyři roční období, Alfons Mucha (1896)

Astronomické jaro, léto, podzim ani zima, přesně definované astronomickými okamžiky, jako jsou jarní a podzimní rovnodennost a letní a zimní slunovrat, nezačínají v různých letech vždy ve stejný den, protože sluneční rok není roven přesnému počtu 365 dní a kalendář si vypomáhá přestupnými dny.

## Jiná dělení ročních období
- Fenologická roční období
- Ekologická roční období
- Klimatická roční období
- Agrotechnická období
- Hydrologická období
- Lidské biorytmy